# Немезіс (операція)
Операція «Немезіс» — відплатна акція партії «Дашнакцутюн» по вбивству лідерів Османської імперії, причетних до організації геноциду вірменів, а також лідерів Азербайджанської демократичної республіки, причетних до організації різанини вірменів в Баку у 1918 році. Назву отримала за ім'ям грецької богині Немезиди, уособлення кари і відплати.

## Організація операції
Рішення про проведення операції було ухвалено в жовтні 1919 року на IX з'їзді партії «Дашнакцутюн», що відбувся у Єревані за ініціативою Шаана Наталі. Було складено список 650 осіб, причетних до геноциду, з яких відібрано 41 чоловік як головних винуватців. Для керівництва операцією був організований Відповідальний орган (керівник — посланець Республіки Вірменія у США Армен Ґаро) та особливий фонд (керівник — Шаан Сатчаклян). Оперативне керівництво та матеріальне забезпечення операції здійснювали Шаан Наталі та  Ґригор Мерджанов. У збиранні інформації ключову роль відіграв Грач Папазян, який під виглядом турецького студента потрапив до емігрантських кіл младотурків.
Убивства здійснювались таким чином: спочатку організовувалась група у складі 3—5 чоловік для спостереження, потім один, іноді (у разі, якщо турок супроводжувався охоронцями) — 2—3 людини здійснювали убивство. Основними організаційними центрами операції були редакції газет «Чакатамарт» (Константинополь) і «Дрошак» (Бостон). Організатори операції підкреслювали, що вони лише виконують вироки константинопольського суду, який у 1919 році заочно засудив до смерті організаторів геноциду вірменів.

## Основні акти, здійснені в ході операції
| Дата            | Місце                                | Жертва                                                                                | Виконавці                                                                     | Коментар |
| --------------- | ------------------------------------ | ------------------------------------------------------------------------------------- | ----------------------------------------------------------------------------- | --- |
| грудень 1918    | Константинополь ( Османська імперія) | Володимир Дімітров, османський секретний агент, який допомагав під час арештів вірмен | Аршак Єзданян                                                                 | |
| 1920            | Тифліс, Єреванська площа (Грузія)    | Гасимбеков (член партії Мусават) та болгарський агент Сарафов                         | Арам Єрганян                                                                  | |
| 31 травня 1920  | Бакинська дорога?                    | Насіб Юсіфбейлі                                                                       | ?                                                                             | Вбито одного з організаторів різанини бакинських вірмен 1918 року, міністр освіти та релігій Азербайджанської Республіки Насіб Юсіфбейлі. |
| 19 червня 1920  | Тифліс, Єріванська площа (Грузія)    | Фаталі Хан Хойський                                                                   | Арам Єрганян , Місак Грігорян                                                 | 19 червня 1920 року в Тифлісі вбито колишнього прем'єр-міністра Азербайджанської Демократичної Республіки Фаталі хан Хойського, як винуватця, на думку керівників операції, різанини вірмен у Баку у вересні 1918 року. Одночасно було поранено колишнього міністра юстиції Азербайджанської Демократичної Республіки Халіл-бек Хасмамедов. Вбивство здійснив Арам Єрканян, другим учасником операції був Мисак Кіракосян (поранений у ході акції). |
| 19 липня 1920   | Тифліс, (Грузія )                    | Гасан-бек Агаєв                                                                       | Арам Єрганян , Місак Грігорян                                                 | 19 липня 1920 року в Тифлісі вбито заступника голови Національного парламенту Азербайджанської Демократичної Республіки Гасан-бека Агаєва. |
| 15 березня 1921 | Берлін (Німеччина)                   | Мехмед Талаат-паша                                                                    | Соґомон Тейлірян                                                              | 15 березня 1921 року в Берліні вбито колишнього міністра внутрішніх справ Османської імперії Талаат-паша, який стояв у «чорному списку» під № 1. Обвинувачений, Согомон Тейлерян, був виправданий берлінським судом, який визнав, що в момент вбивства Тейлерян, родина якого була вбита в ході геноциду, перебував у стані неосудності. Талаат був застрілений у Берліні вірменином, який здійснив цей акт у помсту за насилля над його співвітчизниками.                                                                                              |
| 19 липня 1921   | Константинополь ( Османська імперія) | Бехбуд хан Джаваншир                                                                  | Місак Торлакян , Єрванд Фундукян, Арутюн Арутюнянц                            | 19 липня 1921 року в Константинополі вбито колишнього міністра внутрішніх справ Азербайджану Бехбуд-хана Джаваншира як особу, що несе відповідальність за різню вірменів у Баку у вересні 1918 року. Убивця — Місак Торлакян, постав перед британським військовим трибуналом, перед яким також виступили численні свідки вересневої різні. У жовтні трибунал визнав Торлакяна винним у вбивстві, але таким, що не відповідає за свої дії як здійснені у стані афекту, й вислано до Греції. Інші учасники операції — Єрванд Фундукян і Арутюн Арутюнянц. |
| 5 грудня 1921   | Рим (Італія)                         | Саід халім-паша                                                                       | Аршавір Ширакян , колишній посол Вірменії у Римі Мікаел Вартанян, агент «М»   | 5 грудня 1921 року в Римі під час кінної прогулянки убито колишнього великого візира (прем'єр-міністра) у першому кабінеті младотурків Саїда Халім-пашу. Убивцю — Аршавіра Ширакяна не упіймали й він благополучно повернувся до Константинополя. Інші учасники цієї операції — колишній посол Вірменії у Римі Мікаел Вартанян і агент «М». |
| 17 квітня 1922  | Берлін (Німеччина)                   | Джемаль Азмі , Бехаеддін Шакір                                                        | Аршавір Ширакян, Арам Єрганян                                                 | 17 квітня 1922 року в Берліні під час родинної прогулянки вбиті колишній валі Трапезунда Джемал Азмі (відомий, зокрема, тим, що втопив 15 000 вірменів), й засновник організації «Тешкілатіюї Махсусе» («Спеціальний комітет»), що безпосередньо здійснювала геноцид — Бехаетдін Шакір, а також охоронець останнього. Джемала Азмі застрелив Аршавір Ширакян, він же поранив Шакіра, якого добив Арам Єрганян. |
| 25 липня 1922   | Тифліс (Грузія, СРСР)                | Ахмед Джемаль-паша                                                                    | Петрос Тер-Погосян , Арташес Геворгян , Заре Мелик-Шахназарян, Степан Цагікян | 25 липня 1922 року в Тифлісі був убитий колишній міністр військово-морських сил Туреччини Ахмед Джемаль-паша, що за свою жорстокість отримав прізвисько «м'ясник». Убивці — Петрос Тер-Погосян і Арташес Геворгян, в організації замаху брали участь також Заре Мелік-Шахназарян і Степан Цагікян. |

## Учасники операції

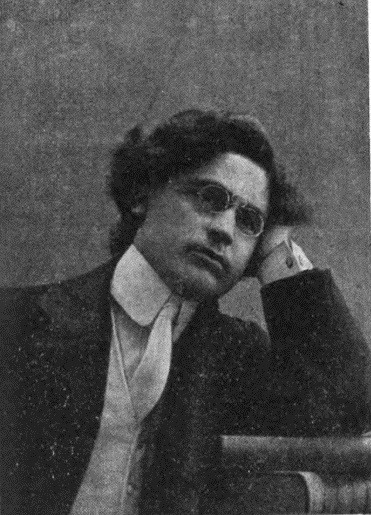
Шаан Наталі[en] (1884—1983)
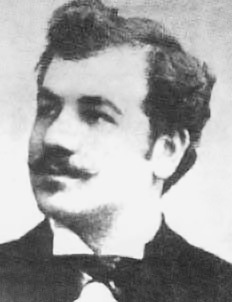
Армен Гаро (Гарегін Пастермаджан (1872—1923)
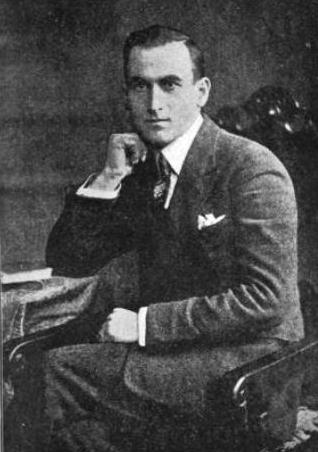
Соґомон Тейлірян (1897 – 1960)
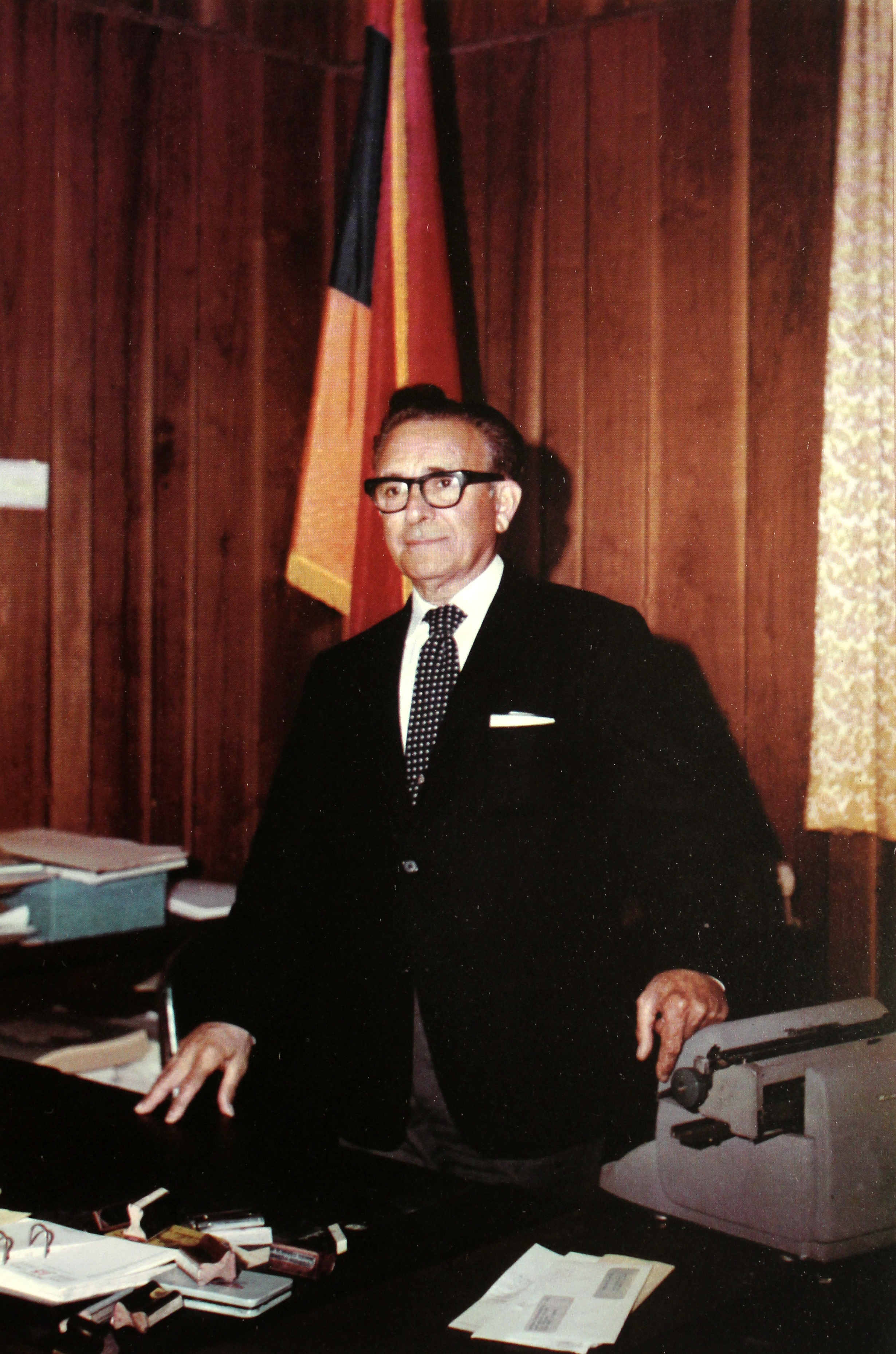
Аршавір Ширакян (1900 - 1973)
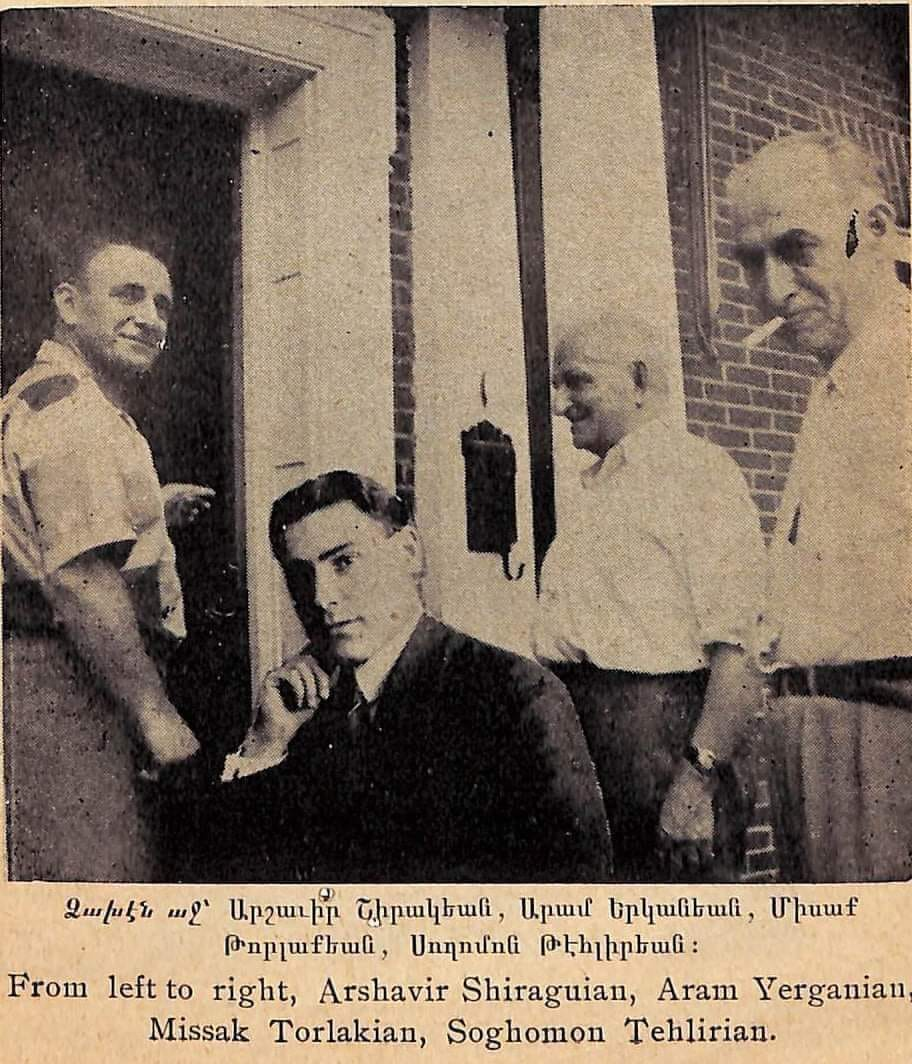
Зліва направо: Аршавір Ширакян, Арам Єрганян, Місак Торлакян, Соґомон Тейлірян.
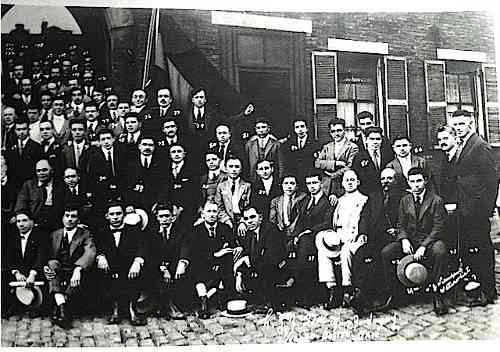
Члени з'їзду ARF, який започаткував операцію «Немезіс», 1920.

## Убивства вірменів, звинувачених у зраді
У 1920 році у Константинополі були убиті також кілька вірменів, відомих як посібники турків:
- Мкртич Арутюнян, за словами А. Ширакяна «садист і член політичного відділення турецької таємної поліції»; вбитий Согомоном Тейліряном.
- Ваге Іхсан (Єсаян), що у квітні 1915 року допомагав складати списки відомих вірменів для депортації; убитий Аршавіром Ширакяном.
- Амаяк Арамянц, колишній член партії «Гнчак», що у 1914 році видав змову щодо замаху на життя Талаата й потім співпрацював з турецькою поліцією; убитий Аршаком Єзданяном.

## Невдалі замахи
На перших місцях у списках операції стояли також колишній військовий міністр Туреччини Енвер-паша та колишній генеральний секретар комітету «Єднання та прогрес» доктор Назім. За ними спостерігали вірмени, але їхнє вбивство не відбулось: Енвер-паша перебрався до Радянської Росії, потім перейшов на бік басмачів у Середній Азії і був убитий у бою 4 серпня 1922 року неподалік від Бухари Яковом Мелкумовим (Мелкумян Акоп Аршакович). Назім повернувся до Туреччини, де невдовзі був страчений Кемалем Ататюрком за організацію замаху на нього.

## Пам'ять

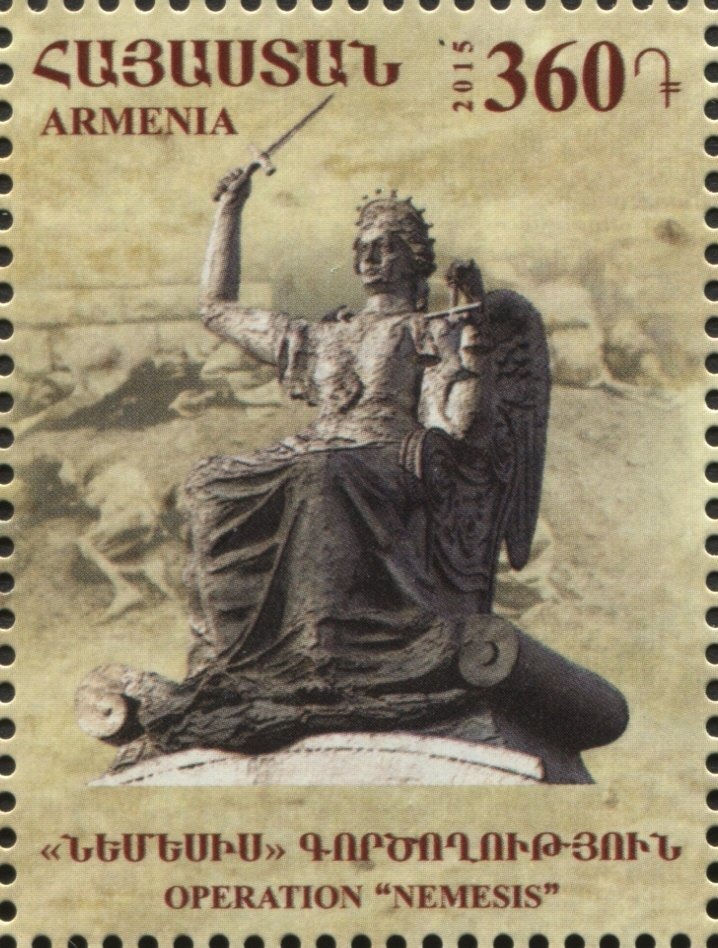
Вірменська поштова марка, присвячена Операції «Немезіс», 2015

5 квітня 2010 року на розі вулиць Чайковського та Інгорогви у Тбілісі, на фасаді будинку, що належав колишньому державному раднику Антону Соломоновичу Корханяну, було встановлено пам'ятну дошку Джемалю-паші. 17 квітня вірменська громада добилася зняття дошки. 
У 2015 Вірменія випустила поштову марку, присвячену Операції «Немезіс».

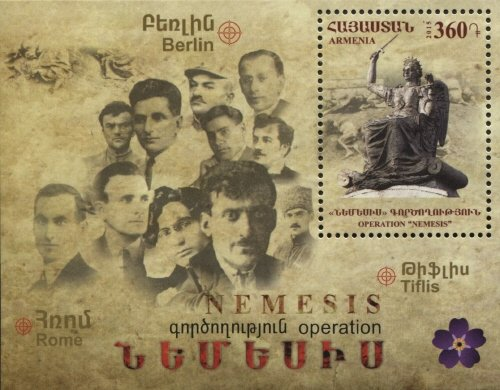
Поштова марка, присвячена Операції «Немезіс»

25 квітня 2023 року в Єревані відкрили пам'ятник вірменам, які брали участь в операції «Немезіс». Міністерства закордонних справ Туреччини та Азербайджану негайно засудили це. 3 травня 2023 року міністр закордонних справ Туреччини Мевлют Чавушоглу оголосив, що Туреччина закрила свій повітряний простір для вірменських авіаліній у відповідь на меморіал.